# 木挽町辨松
1. 販売されていた弁当
2. 営業当時の店舗外観

木挽町辨松（こびきちょう べんまつ）は、東京・東銀座の歌舞伎座前に本店を置いていた老舗の弁当店である。1868年（明治元年）に創業し、152年間営業を続けてきたが、2020年（令和2年）4月20日に営業を終了した。

## 歴史
現在の銀座の東部にあたる三十間堀川と汐留川の間は、江戸城の木挽職人が多く暮らしたことから木挽町の町名が付けられていた。界隈は1642年（寛永19年）に山村座が開かれたのを皮切りに、江戸三座と呼ばれる歌舞伎の街として賑わった。この地に木挽町辨松が開店したのは1868年（明治元年）のことである。
1889年開場の歌舞伎座や、1925年に開場した新橋演舞場の役者や観劇客向けの弁当として親しまれ、食通として知られた池波正太郎の随筆『日曜日の万年筆』や、俳人の久保田万太郎の作品にも登場した。
本店のほか渋谷の東横のれん街、東急百貨店たまプラーザ店・吉祥寺店、中目黒・目黒駅・六本木のプレッセにも店舗を展開していた。東急百貨店東横店の閉店が決まり、新店舗移転の投資負担や設備の老朽化、後継者難から2019年夏ごろから廃業が検討された。廃業を惜しむ関係者が譲渡先を探し、話がまとまりかけたが、新型コロナウイルス感染症の流行で周辺の劇場が休館となった要因も重なり、廃業に至った。歌舞伎役者の松本白鸚や中村獅童らからも惜しむ声が寄せられた。

## 味
一番の売れ筋は幕の内弁当。おかずは里芋の煮物や玉子焼などが入り、歌舞伎の幕間に冷めても美味しく食べられるよう江戸前の甘しょっぱい味付けが特徴。懐石弁当は、白飯を使った「白」と、赤飯が入った「赤」とがあった。